# Maltesische Sprache
Maltesisch (Eigenbezeichnung: Malti) ist die Sprache Maltas. Sie ist aus einem arabischen Dialekt (Maghrebinisch, Sizilianisch-Arabisch) entstanden und gehört somit zu den semitischen Sprachen.
Das Maltesische ist die einzige autochthone semitische Sprache in Europa sowie die einzige semitische Sprache, für deren Schreibung das lateinische Alphabet verwendet wird.
Maltesisch wird auf den Maltesischen Inseln gesprochen und ist die Nationalsprache der Malteser sowie eine der Amtssprachen der Republik Malta und der Europäischen Union.

## Geschichte
Maltesisch ist im Laufe des Mittelalters aus dem maghrebinischen Arabisch und dem damit eng verbundenen Siculo-Arabisch (sizilianischen Arabisch) entstanden und hat sich zu einer eigenständigen Sprache mit Besonderheiten in Syntax und Phonologie entwickelt, die es vom Arabischen unterscheiden. Dennoch ist die Grundstruktur des Maltesischen, insbesondere die Formenbildung, semitisch. Der Wortschatz wurde vom Mittelalter bis weit ins 20. Jahrhundert hinein vom Italienischen (zunächst besonders vom Sizilianischen) und seit der Besetzung Maltas durch die Briten in napoleonischer Zeit auch zunehmend vom Englischen beeinflusst. Oft wird behauptet, dass sich auch aramäische, phönizisch-punische und weitere vorarabische Wortstämme im Maltesischen finden; als Beispiele hierfür werden u. a. die Namen der beiden Hauptinseln „Malta“ und „Gozo“ angeführt, deren Ursprung jedoch nicht eindeutig geklärt ist – Malta von griechisch „melita“ (Biene) oder punisch „malat“ (Zuflucht)? Tatsächlich sind fast alle semitischen Wurzeln, die zuweilen als vorarabisch angenommen werden, gemeinsemitisches Sprachgut, das sowohl im Punisch-Kanaanäischen und Aramäischen als auch im Arabischen vorkommt und dessen Präsenz im Maltesischen durchaus mit einer Herkunft direkt aus dem Arabischen begründet werden kann. Der Orientalist Wilhelm Gesenius führte erstmals den Beweis, dass Maltesisch auf das Arabische und nicht auf das Phönizisch-Punische zurückzuführen ist. Schriftliche Belege für eine ältere Herkunft gibt es nicht, so wie auch die sprachlichen Verhältnisse sowohl in der Antike als auch zur Zeit der arabischen Eroberung im Mittelalter in Ermangelung entsprechender Dokumente ungeklärt sind: Sprach man in der Antike neben Punisch auch Griechisch auf Malta? Wurde Malta durch die Araber neu besiedelt, sodass anzunehmen wäre, dass Maltesisch allein arabische und bis auf ältere topographische Namen keine vorarabischen Ursprünge aufweist? Oder gab es bei der Ankunft der Araber noch Reste einer punischsprachigen Bevölkerung, die das Punische allmählich zugunsten des Arabischen aufgaben und das maltesische Arabisch mit punischen Wörtern bereicherten? Die linguistisch nicht belegbare Punierthese wird gern ins Feld geführt, wenn Malta – ideologisch – gegenüber der muslimischen Welt als Außenposten des Okzidents abgegrenzt werden soll. Púnico ist in älteren Beschreibungen manchmal eine Bezeichnung für die maltesische Sprache.
Nach der Eroberung und wahrscheinlichen Neubesiedlung Maltas durch die Araber ab 870 entwickelte sich auf Malta aus dem Arabischen eine eigenständige lokale Umgangssprache. Handelte es sich zunächst noch um einen arabischen Dialekt, so löste sich das Maltesische durch die Christianisierung der Bevölkerung und ihre Verknüpfung mit dem katholisch-europäischen Kulturraum vom Einfluss der arabischen Hochsprache und Literatur. Diese wurden von europäischen Einflüssen abgelöst. Seit der politischen Anbindung an Sizilien (und später an die Krone von Aragonien) ab dem 11. Jahrhundert mit der Zuwanderung sizilianischer Adelsfamilien, die das Land verwalteten, war das Italienische zunächst in seiner sizilianischen Ausprägung auf Malta präsent. Der älteste bekannte Text auf Maltesisch, das Gedicht Il Cantilena in lateinischer Schrift, stammt aus dem 15. Jahrhundert. Das erste maltesische Lexikon erschien 1649.
Französisch gewann eine gewisse Bedeutung als Verbindungssprache der maltesischen Bevölkerung zum überwiegend französisch geprägten Ritterorden der Johanniter, auch Malteserorden genannt, dem die Herrschaft über die Inseln 1530 übertragen worden war. 1814 wurde Malta britische Kronkolonie und damit Englisch neue Verwaltungssprache. Italienisch behielt daneben ebenfalls wichtige Funktionen, etwa als Gerichtssprache, und blieb die Bildungssprache der einheimischen Oberschicht. Trotzdem ist Maltesisch bis heute in der Regel die Muttersprache und Alltagssprache der maltesischen Bevölkerung. Die britischen Kolonialherren, deren Herrschaft nach einem kurzen napoleonischen Intermezzo von 1800 bis 1964 dauerte, förderten die Standardisierung und Verschriftlichung der maltesischen Sprache, um den Einfluss des Italienischen, italienischer Zeitungen und Bücher und damit des italienischen Faschismus zu begrenzen. 1924 wurden verbindliche Rechtschreibregeln erlassen. 1934 wurde Maltesisch Amtssprache neben dem Englischen, das noch heute vor allem in der höheren Schulbildung und der Hochschulbildung als Unterrichtssprache (neben dem Maltesischen) eine wichtige Rolle spielt, ebenso im Fernhandel, technischen Berufen und dem Tourismusgewerbe. Italienisch verlor den Status einer offiziellen Sprache Maltas im Jahr 1934, wird aber noch von vielen Maltesern beherrscht und in den Schulen als Fremdsprache gelernt; etwa die Hälfte der maltesischen Kinder wählt es als Drittsprache nach Maltesisch und Englisch, während Französisch und Deutsch deutlich seltener gelernt werden. Das italienische Fernsehen und der italienische Rundfunk spielten bei der Verbreitung italienischer Sprachkenntnisse auf Malta eine wichtige Rolle. Ohnehin erleichtern die zahlreichen italienischen Lehnwörter im Maltesischen das Verstehen der Sprache des Nachbarlandes. Im Zusammenhang mit der Unabhängigkeit Maltas von Großbritannien (1964) und der Abschaffung der Monarchie (bis 1974 war die englische Königin Staatsoberhaupt Maltas, vgl. Commonwealth) verfolgte die Regierung eine Zeitlang die politisch-kulturelle Annäherung an Libyen und führte Hocharabisch als Schulfach ein. Heute ist der Prozentsatz der Arabischschüler gering; entsprechend hat das moderne Standardarabisch keinen Einfluss auf die weitere Entwicklung der maltesischen Sprache.
Seit dem 1. Mai 2004 ist Maltesisch eine der Amtssprachen in der EU. Vielen der rund 1,5 Millionen maltesischstämmigen Menschen außerhalb Maltas dient das Maltesische auch fern der Heimat ihrer Vorfahren als Identifikationssymbol. Maltesisch und Englisch sind nach der Verfassung des Staates Malta gleichberechtigte Verwaltungssprachen, Maltesisch hat zudem den Status der Nationalsprache. Dementsprechend finden die Debatten der Volksvertretung, des maltesischen Parlaments, auf Maltesisch statt.

## Alphabet und Aussprache
Als einzige semitische Sprache wird Maltesisch mit lateinischen Buchstaben geschrieben, besitzt aber die Sonderzeichen Ċ ċ, Ġ ġ, Ħ ħ und Ż ż sowie den Digraphen Għ għ, der ebenfalls als eigener Buchstabe behandelt wird. In manchen italienischen Lehnwörtern werden außerdem die mit einem Akzent besetzten Buchstaben à, è, ì, ò, ù im Auslaut verwendet.
| Zeichen | Name                  | Aussprache      | Anmerkungen |
| ------- | --------------------- | --------------- | --- |
| ’       |                       | stumm           | Der Apostroph tritt nur am Ende des Wortes auf und steht dort anstelle von għ |
| A a     | a                     | [⁠ɐ⁠], [⁠aː⁠], [⁠æː⁠] | wie deutsch er in Lehrer oder lang wie in Saal oder Säle |
| B b     | be                    | [⁠b⁠]             | wie deutsches b |
| Ċ ċ     | ċe                    | [⁠t͡ʃ⁠]            | wie tsch in deutsch, tritt in italienischen Lehnwörtern auf |
| D d     | de                    | [⁠d⁠]             | wie deutsches d |
| E e     | e                     | [⁠ɛ⁠]             | wie ä in Äpfel |
| F f     | fe                    | [⁠f⁠]             | wie deutsches f |
| Ġ ġ     | ġe                    | [⁠d͡ʒ⁠]            | wie dsch in Dschungel |
| G g     | ge                    | [⁠ɡ⁠]             | wie deutsch g |
| Għ għ   | għajn                 | verschieden     | bezeichnete ursprünglich einen Kehllaut (aus arabisch ʿAin (ع) und Ghain (غ) hervorgegangen); heute wird es von den meisten Sprechern als Vokal ausgesprochen, d. h., es äußert sich in einer Längung des vorangehenden oder folgenden Vokals oder bildet mit ihm einen Diphthong, z. B. għi [⁠ɛɪ̯⁠], għu [ɔʊ̯]; am Ende des Wortes ähnelt die Aussprache ħ und wird dort meist vereinfachend ’ geschrieben |
| H h     | akka                  | stumm, [⁠ħ⁠]      | nur am Wortende wie ħ |
| Ħ ħ     | ħe                    | [⁠ħ⁠]             | stark gehauchtes h, zwischen deutschem h und ch in Bach (wie arabisch Ḥā' (ح)) |
| I i     | i                     | [⁠i̞ː⁠], [⁠iː⁠], [⁠ɪ⁠] | ähnlich wie deutsches i |
| Ie ie   | ie                    | [ɪɛ̯], [ɪː]      | getrennt zu sprechen als i-e; gelegentlich auch nur ein langes i mit leichter Tendenz zu e |
| J j     | je                    | [⁠j⁠]             | wie deutsches j |
| K k     | ke                    | [⁠k⁠]             | wie deutsches k |
| L l     | le                    | [⁠l⁠]             | wie deutsches l |
| M m     | me                    | [⁠m⁠]             | wie deutsches m |
| N n     | ne                    | [⁠n⁠]             | wie deutsches n |
| O o     | o                     | [⁠ɔ⁠]             | wie o in Ort |
| P p     | pe                    | [⁠p⁠]             | wie deutsches p |
| Q q     | qe                    | [⁠ʔ⁠]             | sehr deutlicher Glottisschlag (wie im deutschen ver(')eisen im Gegensatz zu verreisen), geht auf das in vielen arabischen Varietäten abgeschwächte oder verstummte Qāf (ق) zurück |
| R r     | re                    | [⁠r⁠]             | gerolltes r, bei vielen Sprechern retroflex und dem englischen r nahestehend, aber nicht mit diesem identisch; geht auf die dialektale Aussprache des r im nordafrikanischen Arabisch zurück |
| S s     | se                    | [⁠s⁠]             | immer stimmlos wie in Gras |
| T t     | te                    | [⁠t⁠]             | wie deutsches t |
| U u     | u                     | [⁠u⁠], [⁠ʉ⁠], [⁠ʊ⁠]   | ähnlich wie deutsches u, aber immer kurz |
| V v     | ve                    | [⁠v⁠]             | wie w in Wasser |
| W w     | ve doppja u doppja we | [⁠w⁠]             | wie engl. w, z. B. in water |
| X x     | xe                    | [⁠ʃ⁠], [⁠ʒ⁠]        | wie sch in schön |
| Ż ż     | że żeta               | [⁠z⁠]             | wie stimmhaftes s in Rose |
| Z z     | ze                    | [⁠t͡s⁠], [⁠d͡z⁠]      | wie z in Zunge |

| Digraph | Aussprache | Anmerkungen                                                                    |
| ------- | ---------- | ------------------------------------------------------------------------------ |
| Aw aw   | [ɐʊ̯]       | Diphthong: wie au in Haus                                                      |
| Ew ew   | [ɛʊ̯]       | Diphthong: entspricht kurzem e wie in hell, auf das kurzes u wie in Kuss folgt |

Stimmhafte Laute werden stimmlos, wenn sie im Auslaut stehen, etwa d > t und b > p.
Die Buchstaben C (ohne Sonderzeichen) und Y kommen im Maltesischen nicht vor.

## Wortschatz
Beispiele für Wörter arabischen Ursprungs:
Der Lautstand, insbesondere der Vokalismus, entspricht oft nicht dem Hocharabischen, sondern nordafrikanischen Varietäten des Arabischen. Die Konsonanten haben eine Reihe von Lautverschiebungen erlebt: Die emphatischen Laute des Arabischen sind durchweg mit nicht emphatischen zusammengefallen (ṣ/s > s, ṭ/t > t, jedoch q/k > ʾ/k; Einzelheiten siehe oben), sodass die meisten typisch semitischen Laute verloren gingen. Die arabischen Kehllaute ḥ und ḫ sind zu maltesisch ħ zusammengefallen, das heute wiederum, deutlich abgeschwächt, annähernd wie deutsches h klingt, während ursprüngliches h ganz verstummt ist. Die somit verstummten h und q werden dennoch in der modernen Orthographie geschrieben. Dasselbe gilt für das heute nur noch vokalisch realisierte għ, das ebenfalls auf zwei verschiedene Kehllaute des Arabischen zurückgeht (siehe oben).
- belt („Ort, Stadt“) < بلد balad
- ħobż („Brot“) < خبز ḫubz
- id („Hand“) < يد yad
- kelma („Vokabel, Wort“) < كلمة kalima
- kbir („groß“) < كبير kabīr
- marid („krank“) < مريض marīḍ
- marsa („Hafen“) < مرسى marsan („Ankerplatz“)
- qamar („Mond“) < قمر qamar
- raġel („Mann“) < رجل raǧul
- seba’(„Finger“) < إصبع ʾiṣbaʿ
- sema („Himmel“) < سماء samāʾ
- tajjeb („gut“) < طيب ṭayyib
- tifla („Mädchen“) <  طفلة ṭifla („kleines Mädchen“)
- tqil („schwer“) < ثقيل ṯaqīl
- wieħed („eins“) < واحد wāḥid
- xahar („Monat“) < شهر šahr

Beispiele für Wörter italienischen Ursprungs:
Die im Maltesischen zahlreich vorhandenen Lehnwörter stammen überwiegend aus dem Italienischen. Dabei geht der Vokalismus der meisten italienischen Entlehnungen auf das Sizilianische zurück. Charakteristisch hierfür ist die Verschiebung von hochitalienischem o zu u und auslautendem hochitalienischem e zu i.
- avukat (Rechtsanwalt) < avvocato, sizilianisch abbucatu
- frott („Frucht“) < frutto
- gravi („wichtig, bedeutend“) < grave, sizilianisch gravi
- griż („grau“) < grigio
- gvern („Regierung“) < governo
- kriżi („Krise“) < crisi
- lvant („Osten“) < levante
- natura („Natur“) < natura
- parti („Anteil, Teil“) < parte, sizilianisch parti
- skola („Schule“) < scuola, sizilianisch scola

## Grammatik

### Wortbildung:il-mamma, die Wurzel
Das Maltesische hat mit den anderen semitischen Sprachen gemein, dass die Bildung grammatischer Wortformen (Deklination, Konjugation) sowie die Bildung abgeleiteter Wörter (Derivation) nicht nur durch das Hinzufügen von Vorsilben und Endungen erfolgen kann, wie es in den indoeuropäischen Sprachen üblich ist, sondern auch durch den – festgelegten Wortbildungsmustern folgenden – systematischen Wechsel der Vokale innerhalb der Wurzel.
Die Wurzel der meisten semitisch-maltesischen Wörter (maltesisch mamma) besteht aus drei oder vier Konsonanten (maltesisch trilitteru oder kwadrilitteru), so z. B. k–t–b (Grundbedeutung „schreiben“). Die Vokale, die in Formen oder Ableitungen zwischen die Wurzelkonsonanten treten, gehören nicht zur Wurzel selbst, sondern sind Teil der Deklination oder Konjugation bzw. des Wortbildungsschemas, nach dem die Ableitung vorgenommen wurde, und treten in derselben Lautung in Dutzenden oder Hunderten maltesischen Wurzeln auf. Vom Trilitteru K-T-B abgeleitet sind z. B. die Verbformen (Konjugationen siehe unten) KTiBt („ich schrieb“), KiTeB („er schrieb“), KiTBet („sie schrieb“), miKTuB („geschrieben“) usw. sowie die Nomina KiTBa („Schriftstück, Dokument“), KTieB („Buch“), KoTBa („Bücher“), KTejjeB („Heft“) u. a. Von einem anderen Trilitteru, D-F-N (deutsch „begraben, verbergen“) lauten die Formen entsprechend: DFiNt, DiFeN, DiFNet, miDFuN etc. Die hier zur Veranschaulichung großgeschriebenen Buchstaben sind die Wurzel, die kleingeschriebenen sind flexions- oder derivationsbedingt; in der regulären Orthografie werden alle Buchstaben (außer am Satzbeginn und am Anfang von Namen u. Ä.) kleingeschrieben. Dieses Prinzip der Vokalisierung von Wurzeln bezieht sich vor allem auf den semitischen Teil des maltesischen Vokabulars und gilt nur bedingt für italienische und andere indoeuropäische Komponenten der maltesischen Sprache; siehe unten: Verben sowie Flexion der Nomina (Plurale).
Zum Vergleich: Im Gegensatz zur semitischen Wurzel (aus drei oder vier Konsonanten) leiten sich in den indoeuropäischen Sprachen Wörter von Stämmen ab. Diese bestehen z. B. im Deutschen immer sowohl aus Konsonanten als auch aus Vokalen, die in Flexion und Ableitung regelmäßiger Wörter unverändert bleiben wie z. B. der Wortstamm teil in teil-en, teil-te, ge-teil-t, Teil-nahme, Teil-ung, An-teil, Ab-teil, unter-teil-en. Flexion und Ableitung erfolgen vor und nach dem Stamm, aber nicht im Stamm selbst; der Wortstamm bleibt immer gleich. (Ausnahmsweise können jedoch auch deutsche Flexion bzw. Ableitung Vokalwechsel innerhalb des Stammes zeigen, z. B. find-en, fand, ge-fund-en; siehe dazu Starkes Verb. Weitere Beispiele für Vokalwechsel im Deutschen sind Formen mit Umlaut, z. B. Ge-bäck, Bäck-er, Bäck-erei vom Stamm back.)

### Verben

#### Die Präformativkonjugation: nicht abgeschlossene Handlung (Präsens/Futur)
Die semitische Wortbildung und Flexion wird auch weitgehend auf die zahlreichen romanischen und englischen Lehnwörter angewandt. Vgl. etwa nitkellem / titkellem / jitkellem / titkellem / nitkellmu / titkellmu / jitkellmu (ich spreche / du sprichst / er spricht / sie spricht / wir sprechen / ihr sprecht / sie sprechen) von der semitischen Wurzel k–l–m (Grundbedeutung: sprechen, Wort) mit dem aus dem Englischen entlehnten to book: Ich reserviere / du reservierst / er reserviert / … heißt nibbukkja / tibbukkja / jibbukkja / tibbukkja / nibbukkjaw / tibbukkjaw / jibbukkjaw. Die in den beiden Wortreihen erkennbaren Vorsilben n(i)- / t(i)- / j(i)- / t(i)- sind die in den meisten semitischen Sprachen auftretenden Morpheme, die das Verb im Imperfekt (= nicht abgeschlossene Handlung, Präsens/Futur) der 1., 2., 3. Person zuordnen. Im Plural gibt es außerdem eine Endung (-u oder -w), um ihn vom Singular zu unterscheiden. In allen semitischen Sprachen werden nicht nur originär semitische, sondern auch Lehnwörter, insbesondere Verben, nach diesem Prinzip behandelt. Das Maltesische bewahrt jedoch dabei in der Regel den Vokalismus des fremden Wortstamms, während in den Schwestersprachen die zur jeweiligen Konjugation gehörenden Vokale im Wortstamm, der Wurzel, stehen müssen, also vom europäischen Wortstamm tatsächlich nur die Konsonanten erhalten bleiben; z. B. hebr. jetalfen, tetalfen, tilfen, tilfanti (er wird telefonieren, sie wird telefonieren, er telefonierte, ich telefonierte) usf.

#### Die Vergangenheit (Afformativkonjugation)
Während das Präsens/Futur mit Präformativen gebildet wird (Präformativkonjugation), wird die Vergangenheit als Afformativkonjugation beschrieben. An alle Verben, ob regelmäßig oder unregelmäßig, treten dieselben Endungen, mit denen die Person, der Numerus und zum Teil auch das Genus des Handelnden angezeigt wird. Nur die 3. Pers. masc. Sing. hat keine Endung; sie ist somit die einzige Form des Verbs ohne temporales Prä- oder Afformativ und lässt den Wortstamm am deutlichsten erkennen. Z. B. von der Wurzel k–t–b: (jien, jiena) ktibt / (int) ktibt / (hu) kiteb / (hi) kitbet / (aħna) ktibna / (intu) ktibtu / (huma) kitbu = (ich) schrieb / (du) schriebst / (er) schrieb / (sie) schrieb / (wir) schrieben / (ihr) schriebt / (sie) schrieben; ebenso von k–l–m: tkellimt / tkellimt / tkellem / tkellmet / tkellimna / tkellimtu / tkellmu = sprach / sprachst / sprach / …. Die bei allen Verben wiederkehrenden Endungen sind demnach -t / -t / - / -(e)t / -na / -tu / -u. Letzteres kann -w lauten, wenn ein Vokal vorausgeht. (Näheres zu den verschiedenen Konjugationen, Form I–X, siehe im Folgenden.)

#### Die Formen I–X des Verbums
Im zweiten Beispiel, das von der Wurzel k–l–m abgeleitet ist, wird außerdem sichtbar, dass es Konjugationen gibt, in denen die Verben in allen Formen zusätzlich zur tempustypischen Vor- und/oder Nachsilbe ein konjugationstypisches Präformativ tragen. Im Fall von k–l–m mit der Bedeutung sprechen ist dies t-, das unmittelbar vor die Wurzel tritt. (Er) sprach lautet somit tkellem (Konjugationspräformativ + Wurzel), während im Präsens/Futur außerdem die temporale Vorsilbe (n- / t- / j- / t-), die neben dem Tempus auch die Person und in der 3. Pers. Sing. das Genus anzeigt, vorangestellt wird: nitkellem / titkellem / ... (Tempuspräformativ + Konjugationspräformativ + Wurzel). Diese Art der Konjugationsbildung ist ein Charakteristikum der semitischen Sprachen; vgl. beispielsweise hebr. jitraggesch (er wird sich aufregen), das das Tempuspräformativ j-, das Präformativ der Konjugation Hitpael (hi)t- und die Wurzel r(a)g(e)sch (fühlen) enthält.
Das Maltesische kennt insgesamt zehn Konjugationen (sog. Form I–X), von denen mehrere mit einem Konjugationspräformativ gebildet werden. Andere zeichnen sich durch die Längung des Vokals zwischen erstem und zweitem Wurzelkonsonanten oder die Verdopplung des mittleren Wurzelkonsonanten aus. Letzteres ist auch in tkellem erkennbar – zusätzlich zum Präformativ t-. Manche Konjugationen (Formen) weisen sowohl ein Konjugationspräformativ als auch die Längung des Vokals zwischen erstem und zweitem Wurzelkonsonanten oder die Verdopplung des mittleren Wurzelkonsonanten auf; siehe folgende Übersicht.
Die sog. Formen I–X (Konjugationen) des maltesischen Verbs entsprechen weitgehend denen des Arabischen; in ihnen wird die meist aus drei Konsonanten bestehende Wurzel flektiert:

I – zwischen den Radikalen steht je ein kurzer Vokal; meist transitive Bedeutung, z. B. kiteb (schrieb), xorob (trank), għamel (tat)

II – mit Verdopplung des zweiten Radikals, meist transitiv, z. B. kisser (zerbrach), dawwar (drehte)

III – mit langem Vokal (i. d. R. -ie-) zwischen erstem und zweitem Radikal, meist transitiv, z. B. siefer (reiste ab)

IV – tritt nur im Verb wera (zeigte) auf

V – wie II, mit Präformativ t-, meist reflexiv oder Passiv

VI – wie III, mit Präformativ t-, meist reflexiv oder Passiv

VII – wie I, mit Präformativ n-, meist Passiv oder reflexiv

VIII – wie I, mit Infix -t- hinter dem ersten Radikal

IX – tritt nur in Verben auf, die eine Eigenschaft ausdrücken

X – mit Präformativ st-, reflexiv.
Viele Wurzeln treten in mehreren der zehn möglichen Formen auf. Auf diese Weise werden Aktiv und Passiv/Reflexiv unterschieden oder verschiedene Bedeutungen eines Wortfelds zum Ausdruck gebracht. Z. B. bierek (III, segnete) / tbierek (VI, wurde gesegnet), fehem (I, verstand) / fiehem (III, erklärte), għallem (II, unterrichtete) / tgħallem (V, lernte), għaraf (I, verstand) / għarraf (II, informierte).

### Pronominalsuffixe
Erhalten hat sich im Maltesischen auch die für die semitischen Sprachen typische Anhängung von Pronominalsuffixen; echte Personalpronomina gibt es nur im Nominativ (jiena / int / huwa usf. für ich / du / er usf.). Die Suffixe können an Präpositionen, aber auch an Verbformen treten, z. B.: tqarribna = sie bringt uns näher (-na ist Pronominalsuffix); f’ (in) > fiha = in ihr (-ha ist Pronominalsuffix). Kaum erhalten ist hingegen die klassische Possessivbildung, z. B. arab. dār(u)hum = ihr (Pl.) Haus. Stattdessen wird dem Substantiv der Artikel vorangestellt, um es zu determinieren, und hinter das Substantiv tritt dann als selbstständiges Wort die Präposition ta’ (von) mit dem Suffix, also id-dar tagħhom = das Haus von ihnen (arab. -hum bzw. malt. -hom ist Pronominalsuffix).
An anderer Stelle wurde das Suffixsystem ausgebaut. Entgegen dem klassischen arabischen Sprachgebrauch, in dem i. d. R. nur Personalpronomen im Akkusativ an Verben angehängt werden, haben sich im Maltesischen zusätzlich Dativsuffixe gebildet. Sie gehen auf die klassisch-arabische Präposition ila (für, zu), zu l- gekürzt, zurück, an die das eigentliche Pronominalsuffix angehängt wird, z. B.: nippreżentalek = ich stelle dir vor (-lek ist Pronominalsuffix im Dativ, bestehend aus der früheren Präposition -l- und dem Suffix -ek).

### Artikel
Wie im Arabischen gibt es keinen unbestimmten Artikel. Die Grundform des bestimmten Artikels lautet il- (z. B. il-jum = der Tag). Wie im Arabischen wird das -l- des Artikels an Dentalkonsonanten (außer ġ) assimiliert, d. h. an ċ, d, n, r, s, t, x, ż, z, wenn diese dem Artikel unmittelbar folgen wie in id-dinja (die Welt), is-sena (das Jahr), ix-xemx  (die Sonne) u. ä. Vor den übrigen Konsonanten bleibt -l- immer erhalten (il-karozza = das Auto, il-bint = die Tochter, il-ħbieb = die geliebten Menschen u. ä.). Wenn das vorherige Wort mit einem Vokal endet, entfällt das i- im Anlaut des Artikels. Es entfällt ebenfalls, wenn das folgende Wort mit einem Vokal anlautet. In beiden Fällen lautet der Artikel nur l- (l-istudenti u l-professuri = die Studenten und die Professoren u. ä.) bzw. ċ-, d-, n-, r-, s-, t-, x-, ż- oder z-, wenn wie oben erläutert assimiliert werden muss.
In Auflösung befindet sich die doppelte Determination des Arabischen, mit dem bestimmten Artikel vor dem Substantiv sowie vor dem anschließenden Adjektiv. Erhalten ist sie noch in feststehenden Wendungen und Begriffen wie l-assedju l-kbir (die Große Belagerung von 1565), il-Milied it-tajjeb (frohe Weihnachten), l-ikla t-tajba (guten Appetit), is-saba’ l-kbir (der große Finger, der Daumen). Normalerweise steht der bestimmte Artikel nur noch vor dem Substantiv, nicht aber vor dem folgenden Adjektiv, also stets zu Beginn der Substantiv-Adjektiv-Phrase, z. B. id-dar ħamra qadima statt älterem id-dar il-ħamra l-qadima (das alte rote Haus). Steht aus idiomatischen Gründen das Adjektiv ausnahmsweise vor dem Substantiv, so erscheint der Artikel auch in diesen Fällen am Anfang der Phrase, d. h. vor dem Adjektiv und nicht vor dem Substantiv, z. B. it-tieni gwerra dinjija (der Zweite Weltkrieg), l-ewwel edizzjoni (die erste Edition, die erste Auflage).

### Genitivverbindung
Die semitische Genitivverbindung (Status constructus) ist fast völlig verschwunden und wird unter Verwendung der Präposition ta’ (von), mit Artikel tal- oder je nach Assimilation tad-, tat-, tan- u. ä. umschrieben, z. B. il-ktieb tal-bint (das Buch von der Tochter) statt klassisch-arabisch kitāb al-bint (Buch der Tochter, der Tochter Buch). Im Status constructus steht der Artikel nur vor seinem letzten Glied; bei der Umschreibung mit ta’ steht er sowohl vor dem ersten als auch vor dem zweiten Glied der Phrase. Genitivverbindungen der klassischen Art sind selten, meist handelt es sich dabei um feststehende Begriffe, z. B. lejlet il-milied neben il-lejla tal-milied (die Heilige Nacht) und qasbet ir-riġel neben il-qasba tar-riġel (Schienbein). Die Femininendung -a im ersten Wort einer Genitivverbindung wird zu -et, entsprechend dem arabischen Tā' marbūta. Bezüglich des Abbaus der Genitivverbindung ähnelt Maltesisch dem nachbiblischen Hebräisch, in dem sie meist durch eine Paraphrase mit schel (= von) ersetzt wird (ha-jeled schel ha-ischa statt jeled ha-ischa = das Kind von der Frau bzw. Kind der Frau).

### Flexion der Nomina (Plural)
Wie im Arabischen gibt es zwei Arten der Pluralbildung der Nomina: durch Anfügen einer Pluralendung an das Nomen oder durch die Bildung eines inneren, sog. gebrochenen Plurals des Nomens. Für letzteren sind keine Endungen notwendig, sondern das Nomen selbst wird nach einem vorgegebenen Schema in seiner „inneren“ Struktur verändert; hierbei ändern sich in der Regel die Vokale, gelegentlich werden Konsonanten verdoppelt, und die Silbenbildung wandelt sich. So werden nicht nur Nomina mit semitischer Wurzel in den Plural gesetzt, sondern auch italienische und andere Lehnwörter können einen gebrochenen Plural bilden. (Beispiele für Lehnwörter sind unten mit * gekennzeichnet.)
Viele Nomina haben sowohl einen gebrochenen Plural als auch eine Pluralform mit Endung. Ersterer ist dann meist der kollektive Begriff (z. B. Geflügel, alle Vögel, Vögel im Allgemeinen), während die zweite Form eine bestimmte Anzahl meint (unsere Vögel, die Vögel auf einem Baum, fünfzig Vögel …). Endungen auf …ejn sind Duale.

#### Beispiele für die Pluralbildung mit Endung
…iet

Singular; Plural: Bedeutung

fehma; fehmiet: Meinung

mamma; mammiet*: Mutter, Ursprung

mard, marda; mardiet: Krankheit

qala; qaliet: Bucht

rix; rixa (koll.), rixiet: Feder

rkobba; rkobbtejn, rkobbiet: Knie

safra; safriet: Reise

saltna; saltniet: Herrschaft, Sultanat

sbul, sbula; sbuliet: Ähre

serq, serqa; serqiet: Diebstahl

tislim, tislima; tislimiet: Gruß

waqfa; waqfiet: Halt

waqt; waqt(ij)iet: Zeit

ward, warda; wardiet: Rose

xarba; xarbiet: Getränk

xbejba; xbejbiet: Fräulein

xbieha; xbiehat: Bild

xoffa; xofftejn, xufftejn, xoffiet: Lippe
…ijiet, …ajiet

Singular; Plural: Bedeutung

ajruport; ajruportijiet*: Flughafen

frejm; frejmijiet*: Rahmen

ors; orsijiet*: Bär

qadd; qaddejn; qaddijiet: Hüfte

soru; sorijiet*: Ordensschwester

stazzjon; stazzionijiet*: Bahnhof

tbatija; tbatijiet: Mühe

uniformi; uniformijiet*: Uniform

università; universitajiet*: Universität

velu; velijiet*: Schleier

xkiel; xkielijiet: Last

ziju; zijiet*: Onkel
…in

Singular mask,. fem.; Plural: Bedeutung

malti, maltija; maltin: maltesisch

ramli, ramlija; ramlin: sandig

rikkieb, rikkieba; rikkebin: Reiter(in)

tajjeb, tajba; tajbin: gut

warrani, warranija; warranin: späterer

wati, watja; watjin: flach
Die Endungen …iet und …in gehen auf die arabische feminine bzw. maskuline Pluralendung zurück, sind im Maltesischen jedoch nicht mehr auf ein Genus festgelegt. …iet ist die reguläre Pluralendung für Substantive, …in ist die Pluralendung vor allem von Adjektiven und Substantiven, die eine maskuline und eine feminine Singularform kennen (z. B. Berufe); hierzu gibt es keine spezifisch feminine Pluralendung mehr.
Lehnwörter aus dem Italienischen und anderen romanischen Sprachen können romanische Endungen aufweisen. Dabei geht die Endung …i auf romanisches …i (im Italienischen maskulin) oder romanisches …e (im Italienischen meist feminin, im Französischen maskulin und feminin) zurück:
…i

Singular; Plural: Bedeutung

ajruplan; ajruplani*: Flugzeug

fifra; fifri*: Flöte

forza; forzi*: Kraft

intestatura; intestaturi*: Testat, Unterschrift

lingwa; lingwi*: Sprache

mostru; mostri*: Ungeheuer

stat; stati*: Staat

taxxa; taxxi*: Taxe
…i

Singular mask., fem.; Plural: Bedeutung

floridu, florida; floridi*: erfolgreich

fond, fonda; fondi*: tief

impekkabbli, impekkabbli; impekkabli*: tadellos

intier, intiera; intieri*: ganz

umdu, umda; umdi*: feucht

umli, umli; umli*: bescheiden

uniku, unika; uniċi*: einzigartig
…ati

Singular mask., fem.; Plural: Bedeutung

abbandunat, abbandunata; abbandunati*: im Stich gelassen

indurat, indurata; indurati*: vergoldet
Bei …ati handelt es sich um eine auf das Partizip Passiv des Italienischen zurückgehende Pluralendung.

#### Beispiele für verschiedene Klassen gebrochener Plurale
Ein X in der Benennung des Schemas steht für einen Wurzelkonsonanten. In der unter dem Schema XXuX eingeordneten Beispielwort qlub entsprechen die drei X den Konsonanten q–l–b, die sowohl in der Singular- als auch in der Pluralform erkennbar sind, während sich der Vokalismus des Wortes beim Übergang vom Singular in den Plural nach dem Schema XXuX ändert. Ebenso wird sejf im Plural zu sjuf, xemx zu xmux usw.
Angegeben sind jeweils in dieser Reihenfolge und getrennt mit dieser Interpunktion: 

Singular (ggf. mask., fem.); Plural(e): Bedeutung
Einige Nomina bilden mehrere Pluralformen nach verschiedenen Schemata. In diesem Fall stehen rechts vom Semikolon mehrere Formen. 
Schema XXuX

denb; dnub: Schwanz

lupu; lpup*: Wolf

qalb; qlub: Herz

sajf; sjuf: Sommer

sejf; sjuf, sejfijiet: Schwert

tajra; tjur, tajr: Geflügel

tarf; truf, trufijiet: Ziel, Heilmittel

xatt; xtut: Ufer

xemx; xmux: Sonne
Schema XXaX, XXaXi

dar; djar: Haus

darba; darbtejn, darbiet, drabi: Mal, Schlag

forn; fran*: Ofen

tarbija; trabi: Baby

tifel; tfal: Kind

zalza; zlazi*: Soße
Schema XXieX, XXieXi, XXieXa

kelb; klieb: Hund

kibx; kbiex: Widder

qalil, qalila; qliel: heftig

serp; sriep*: Schlange

xefaq; xfieq: Horizont

xhud; xhieda: Zeuge

xitla; xtieli: Pflanze

xitwa; xtiewi: Winter
Schema XaXeX

banda; baned*: Bande, Kapelle

tazza; tazzi, tazez*: Glas, Becher
Schema XXaXeX, XXaXaX

ballun; blalen*: Ball

bandiera; bandieri, bnadar*: Banner, Fahne

qattus; qtates*: Kater

salib; slaleb: Kreuz

spalla; spallejn, spalel*: Schulter

sultan; slaten: Sultan, Herrscher

umbrella; umbrelel*: Schirm

xitan, xitana; xjaten: Teufel(in)
Schema XXieXeX, XXieXaX

difer; difrejn, dwiefer: Fingernagel

geddum; gdiedem: Schnauze, Kinn

kewkba; kewkbiet, kwiekeb: Stern

qanpiena; qniepen*: Glocke

senter; snieter, sentrijiet*: Gewehr

serduq; sriedaq: Hahn

tellieqa; tlielaq: Rennen, Wettbewerb
Schema XoXXa

marid, marida; morda: krank

qadim, qadima; qodma: alt

tari, tarja; tarjin, torja: zart
Schema XoXoX

somma; somom*: Summe

soppa; sopop*: Suppe

sorra; sarar, soror: Paket
Schema XXajjaX

vers; versejn, vrus, versi, vrejjes*: Vers

xmara; xmajjar*: Strom, Fluss

## Allgemeine Sätze
| Deutsch                           | Maltesisch                           |
| --------------------------------- | ------------------------------------ |
| Hallo.                            | Hello.                               |
| Ja.                               | Iva.                                 |
| Ja, gern.                         | Iva, jekk jogħġbok.                  |
| Nein.                             | Le.                                  |
| Nein, danke.                      | Le grazzi.                           |
| Bitte.                            | Jekk jogħġbok.                       |
| Danke.                            | Grazzi.                              |
| Vielen Dank.                      | Grazzi ħafna.                        |
| Gern geschehen!                   | M'hemmx imniex.                      |
| Ich hätte gern einen Kaffee.      | Nixtieq kafè, jekk jogħġbok.         |
| Zwei Bier, bitte.                 | Żewġ birer, jekk jogħġbok.           |
| Entschuldigen Sie bitte.          | Skużani.                             |
| Wie spät ist es?                  | X’ħin hu?                            |
| Können Sie das bitte wiederholen? | Tista' tirrepeti jekk jogħġbok?      |
| Sprechen Sie bitte langsamer.     | Jekk jogħġbok tkellem iktar bil-mod. |
| Ich verstehe nicht.               | Mhux qed nifhem.                     |
| Entschuldigung.                   | Skużani.                             |
| Wo sind die Toiletten?            | Fejn huma t-toilets?                 |
| Wieviel kostet das?               | Kemm jiswa dan?                      |
| Herzlich willkommen!              | Merħba!                              |
| Guten Morgen.                     | Bonġu.                               |
| Guten Abend.                      | Is-serata t-tajba.                   |
| Gute Nacht.                       | Il-lejl it-tajjeb.                   |
| Tschüss.                          | Saħħa.                               |

(Quelle:)